# Волица (Рава-Русская городская община)
Во́лица (укр. Волиця) — село в Рава-Русской городской общине Львовского района Львовской области Украины.
Население по данным 2024 года составляло 2190 человек, по данным 2022 года составляло 2214 человек. Население по переписи 2001 года составляло 2272 человека. Занимает площадь 38,446 км². Почтовый индекс — 80515.

## История
В 1946 г. Указом ПВС УССР село Волька переименовано в Волицу.

## Известные уроженцы
- Бадан-Яворенко, Александр Иванович (1894—1937) — украинский политический деятель, журналист, историк, педагог.